# Marcelo Carrusca
Marcelo Adrián Carrusca (La Plata, 1º settembre 1983) è un ex calciatore argentino, di ruolo centrocampista.

## Caratteristiche tecniche
È un'ala.

## Palmarès

### Club

#### Competizioni nazionali
- Campionato turco: 1

Galatasaray: 2007-2008
- FFA Cup: 1

Adelaide Utd: 2014
- A-League Premiership: 1

Adelaide Utd: 2015-2016
- Campionato australiano: 1

Adelaide Utd: 2015-2016